# つづくさんのどようだよ (^^)
『つづくさんのどようだよ (^^)』は、2016年4月2日から宮崎放送（MRTテレビ）で放送されているローカルワイド番組である。

## 概要
2013年10月から2年半放送された「DoooN!」に代わる自社制作番組として、2016年4月2日に開始した。
2018年4月から放送時間を50分拡大した。
2021年4月4日からは「王様のブランチ」第1部のネット開始に伴い土曜午後に移動。
2025年4月5日から放送時間が55分となる。
番組キャラクターに緑色の「どーさん」が存在する。

## 出演者
- 木村つづく（タレント・ラジオパーソナリティ） - MC
- 戸波雄輔（嫁恐竜）
- 川島恵（宮崎放送アナウンサー）
- 中野弥生（舞台女優）
  - 「どようの生中」のコーナー
- 澁谷祐太朗（アナウンサー）
  - 「どようの生中」のコーナー
- 佐藤利洋(嫁恐竜)
  - 「どようの生中」のコーナーのビンチヒッターとして不定期出演
- 中野義大（アナウンサー）
  - 「丸商建設 赤ちゃんだっしゅ♪」のコーナー

## 主なコーナー
- どようの生中
  - 県内のスーパー(スーパーが多いが、道の駅やイベントもたまにある。)からの生中継。
- 我が家のベストポジション
  - 木村つづくが、取材OKの新築の家に訪問する『渡辺篤史の建もの探訪』の様な感じのコーナーで、コーナーの締めに住んでいる家族の家で一番のお気に入りの場所をベストポジション(ベスポジ)と称して紹介する。
- グルグルめし
- くすぐるぅ〜
- どようのパパごはん
- おしえて！まかないゴハン
- なに買ったんですか？
  - 県内のスーパーマーケット以外の雑貨店等の小売業で買い物を済ませたお客さんにインタビューして買った物を教えてもらう。
- アニマルらぶ
- 丸商建設 赤ちゃんだっしゅ♪
- それいけ! となみ～ピンポンキッズ
  - 保育士資格を持ち、芸人になる前に保育士をしていた戸波雄輔が県内の保育園や幼稚園に出向いて園児にクイズを出題する。